# Malcolm Messiter
Malcolm Messiter (nacido en 1949) es un oboísta británico, particularmente conocido por su grabación del concierto La Favorita de Antonio Pasculli. Es hijo de Ian Messiter, el creador del panel de la BBC Just a Minute, y su esposa Enid.

## Educación
Messiter empezó a tocar el oboe a la edad de 15 mientras estudiaba en la Bryanston School en Blandford Forum, Dorset. Su primer profesor de oboe fue Douglas Heffer, quien le enseñó tanto el oboe como el corno inglés en Bryanston. Messiter estaba entusismado con la idea y se sabe que interpretaba conciertos de música de cámara en la escuela al menos cada semana. En sus inicios con el oboe, su profesor, Hefter, le compró un oboe, cuyo coste sufragó la escuela, tal fue la sorpresa de sus padres. 
En 1967, tras llevar solo dos años aprendiendo a tocar, Messiter ganó una beca para el Conservatorio de París. Messiter estudió en París con Pierre Pierlot, tras volver a Londres en 1969 para estudiar con Sidney Sutcliffe en el Royal College of Music. Mientras tanto, ganó los premios Joy Boughton, el Grade 5 y el R.A.O.S. así como un Performers' A.R.C.M. con Honores.
Messiter ha grabado con la Orquesta Filarmónica Nacional, Guildhall String Ensemble y la London Festival Orchestra. Apareció como solista en el tema de El jardín secreto de BBC TV (1975), y su oboe ocupa un lugar destacado en la canción Twist in My Sobriety de Tanita Tikaram.